# Dolgesheim
Dolgesheim est une municipalité de la Verbandsgemeinde Guntersblum, dans l'arrondissement de Mayence-Bingen, en Rhénanie-Palatinat, dans l'ouest de l'Allemagne.

## Illustrations

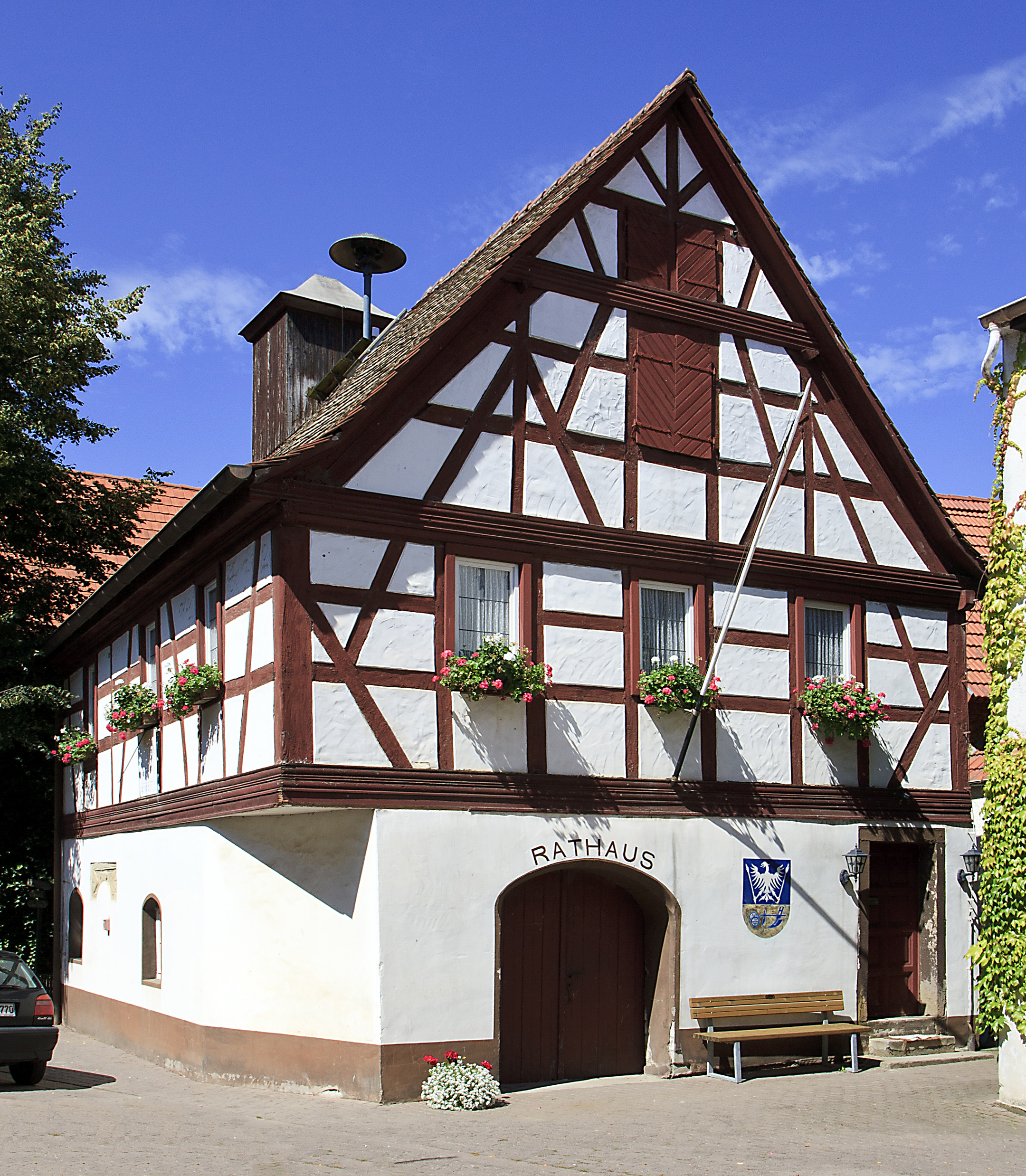
Mairie de Dolgesheim
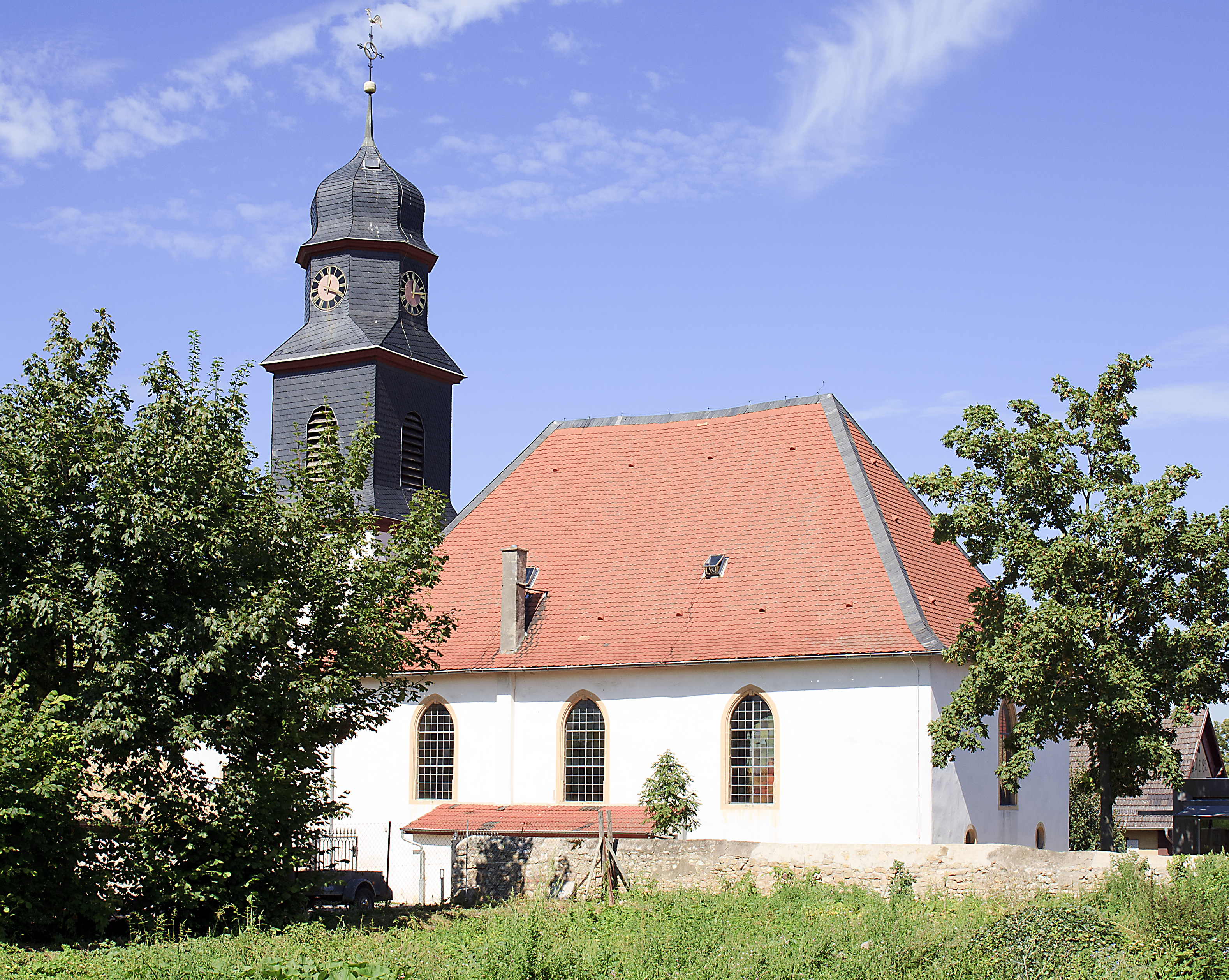
Église évangélique